# TinEye
TinEye — пошукова система, що спеціалізується на пошуку зображень в Інтернеті.

## Історія
TinEye була створена канадською компанією Idée Inc. 6 травня 2008 року.

## Опис
TinEye дозволяє знаходити в інтернеті зображення, схожі на зображення-зразки. Зразком може бути мініатюра файлу з низькою роздільною здатністю.
Згідно із заявами, в майбутньому планується можливість підписки на повідомлення про появу в Інтернеті нових копій зображень та одночасний пошук за декількома зображеннями.
Пошуковий індекс TinEye нараховує більше мільярда зображень.
Існують плаґіни для браузерів Firefox, Internet Explorer, Opera та Google Chrome, а також букмарклет для будь-яких браузерів.

## Цікаві факти
- За допомогою TinEye була встановлена особа невідомого солдата по фотографії, зробленій в Нормандії. Вдалося знайти файл на одному з американських сайтів з повним списком зображень на фотографії людей.[3]